# F. Rudolf Vogel
F. Rudolf Vogel (* 11. Februar 1849 in Gießen; † 3. April 1926 in Hannover) war ein deutscher Architekt und Architekturschriftsteller.

## Leben und Wirken
Vogel studierte an der Polytechnischen Schule Hannover bei Conrad Wilhelm Hase und reiste anschließend nach Nord- und Südamerika. Zurück in Deutschland, propagierte Vogel den amerikanischen Landhausbau, in dem er „eine Verwandtschaft“ zur Hannoverschen Schule sah. 1897 begründete Vogel die Bauzeitschrift Deutsche Bauhütte, deren Chefredakteur er im hannoverschen Curt-R.-Vincentz-Verlag war.
Vogel erbaute u. a. 1902 das Amtshaus in Altona und 1905 die Synagoge in Peine, errichtete ansonsten vornehmlich Villen sowie Wohn- und Geschäftshäuser. Er war einer der Mitbegründer des Bundes Deutscher Architekten (BDA).

## Werke
Gebäude (Auswahl)
- 1890: Villa Heimchen in der Alleestraße in Hannover,[3] die erste in Deutschland errichtete Villa nach amerikanischem Vorbild.[4]

Schriften (Auswahl)
- Das amerikanische Haus. Entwicklung, Bedingungen, Anlage, Aufgabe, Einrichtung, Innenraum und Umgebung. Band 1: Entwicklung der Baukunst und des amerikanischen Hauses. Ernst Wasmuth AG, Berlin 1910 (daten.digitale-sammlungen.de).
- Handbuch der Architektur. III. Theil: Die Hochbau-Constructionen. Band 5,
  - Heft 1: Einrichtungen für Koch- und Wärmzwecke, Warmwasserbereitung und für Heizung vom Küchenherd aus, 3. Auflage, Stuttgart 1907; (daten.digitale-sammlungen.de).
  - Heft 2 (mit Eduard Schmitt): Entwässerung und Reinigung der Gebäude. Mit Einschluß der Spül-, Wasch- und Badeeinrichtungen, der Aborte und Pissoire. 3. Auflage, Leipzig 1908 (dbc.wroc.pl).